# Coenraad Wolter Ellents Kymmell (1801-1865)
Coenraad Wolter Ellents Kymmell (Smilde, 13 februari 1801 - Zandvoort, 14 september 1865) was een Nederlandse burgemeester.

## Leven en werk
Kymmell was een zoon van mr. Lucas Oldenhuis Kymmell en Margaretha Willinge. Hij werd geboren in het Kymmellhuis in Smilde. Kymmell werd in 1825 op 24-jarige leeftijd benoemd tot burgemeester van zijn geboorteplaats. Na het overlijden van zijn ouders erfde hij in 1852 het Kymmellhuis in Smilde. Twee jaar daarna stopte hij als burgemeester van Smilde, een ambt dat hij bijna dertig jaar had uitgeoefend. Na zijn overlijden in 1865 kwam het Kymmellhuis in Smilde onder meer in het bezit van zijn broer Berend Willinge, die burgemeester van Peize was.
Kymmel trouwde op 13 april 1834 te de Wijk met Anna Nijsingh, dochter van de belastingontvanger Lukas Nijsingh en Karsje Steenbergen. Hij hertrouwde als weduwnaar op 2 augustus 1848 te Winschoten met Hindrika Jantje Stheeman, dochter van de handelaar en grondbezitter Sijpko Stheeman en Titia Post. Uit beide huwelijken werden geen kinderen geboren.

## Afscheiding
Tijdens het burgemeesterschap van Kymmell vond de Afscheiding plaats, waarbij tegenstanders van het modernisme de Hervormde Kerk verlieten. Deze beweging had ook in Smilde veel aanhang, waar op 14 november 1834 achtendertig lidmaten de akte van afscheiding ondertekenden. Vijf dagen later werd in Smilde de eerste christelijke afgescheiden gemeente van Drenthe gesticht. Kymmell was als burgemeester fel gekant tegen deze ontwikkeling; hij vroeg de toenmalige gouverneur van Drenthe, Daniël Jacob van Ewijck van Oostbroek en De Bilt, om deze groep streng te vervolgen.